# Base d'essais de la petite ceinture
Pour les articles homonymes, voir BEPC (homonymie).
Ne doit pas être confondu avec Base d'essais de Sucy.
La Base d'essais de la Petite Ceinture (BEPC) est une ancienne ligne d'essais implantée sur les emprises de la Petite Ceinture ferroviaire de Paris, dans le 13e arrondissement. Elle a été utilisée par la RATP entre 1994 et 1998 pour les tests et la validation du Système d'automatisation de l'exploitation des trains (SAET), système de conduite automatique intégrale destiné à la ligne 14 du métro de Paris.

## Histoire
Dans le cadre du projet Météor (qui deviendra la ligne 14), approuvé par le gouvernement en 1989, la Régie autonome des transports parisiens (RATP) décide que la nouvelle ligne sera exploitée avec des trains circulant en automatisme intégral et attribue la conception du Système d'automatisation de l'exploitation des trains (SAET) à Matra Transport International (aujourd'hui Siemens Mobility). Afin de valider le système avant l'achèvement de travaux, il est décidé de réaliser les essais sur une voie provisoire. 
Sur la ligne de Petite Ceinture, la section située entre le parc Montsouris et l'avenue d'Italie s'impose comme le site idéal pour installer une ligne d'essais du fait de son excellente situation géographique, en plein Paris. À l'époque, il est d'ailleurs envisagé à terme de prolonger la ligne 14 jusqu'à la gare de Cité universitaire en réutilisant la Petite Ceinture, l'ancienne gare de marchandises de La Glacière-Gentilly étant pressentie pour accueillir un atelier de maintenance.
La base ouvre à l'automne 1994 et les essais proprement dits débutent au printemps 1995. Ils durent jusqu'en mai 1997, date à partir de laquelle ils sont effectués sur la ligne 14 elle-même. La campagne de tests a permis de valider le système SAET, avec la vérification l'interaction des trains automatiques avec les trains en conduite manuelles, ainsi que de tester le fonctionnement des façades de quai.
Après les essais, les installations sont entièrement démantelées et le site est remis en l'état, les perspectives de prolongement de la ligne 14 ne s'étant pas concrétisées. Ne subsistent pendant un temps que quelques grillages et des traces de bâtiments préfabriqués, qui disparaissent finalement lors de la construction de la ZAC Gare de Rungis.

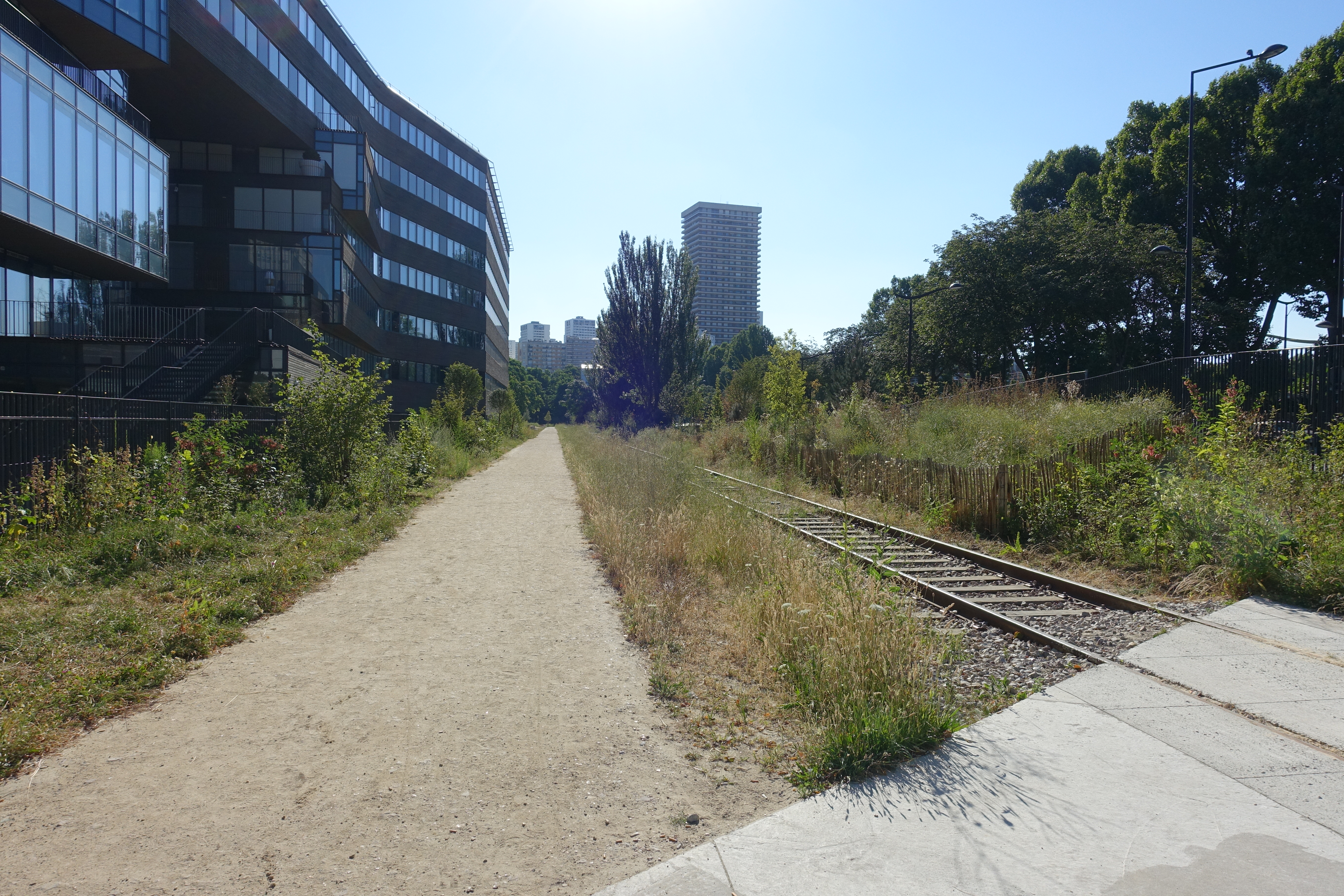
Le site en juillet 2016. La Petite Ceinture a depuis été aménagée pour devenir une coulée verte.

## Caractéristiques
Les installations étaient situées sur le site de la gare de la Glacière-Gentilly qui, fermée à tout trafic depuis 1991, fut prise en location par la RATP auprès de la SNCF. La voie unique, équipée pour le roulement sur pneumatiques, s'étendait sur un kilomètre jusqu'à l'avenue de Choisy, avec une seconde voie d'évitement sur 300 m. Un quai de 90 m de long partiellement équipé de portes palières, un petit atelier de révision avec une voie sur fosse de 30 m de long, des locaux administratifs et techniques, un poste de commande centralisé (PCC) ainsi que des équipements assurant l'alimentation en électricité du site avaient été provisoirement aménagés. Les tests s'effectuaient avec deux rames MP 89 CA de pré-série qui avaient été livrées par la route.